# Чемпіонат світу з легкої атлетики 2019 — метання списа (жінки)

Переможна спроба Келсі-Лі Барбер

Змагання з метання списа серед жінок на Чемпіонаті світу з легкої атлетики 2019 у Досі проходили 30 вересня та 1 жовтня на стадіоні «Халіфа».

## Напередодні старту
На початок змагань основні рекордні результати були такими:
| WR | Барбора Шпотакова (CZE) | 72,28 | Штутгарт  | 13 вересня 2008 |
| CR | Ослейдіс Менендес (CUB) | 71,70 | Гельсінкі | 14 серпня 2005  |
| WL | Люй Хуейхуей (CHN)      | 67,98 | Шеньян    | 2 серпня 2019   |

Перед початком змагань фавориткою вважалась китаянка Люй Хуейхуей. Перед Дохою вона перемогла у 12 стартах поспіль, включаючи перемоги у фіналі Діамантової ліги, двох інших етапах ліги та перше місце на квітневому чемпіонаті Азії у тій же Досі. Впродовж сезону спортсменка тричі покращувала рекорд Азії з метання списа — 67,72, 67,83 та 67,98. Незважаючи на послужний список китаянки, очікувалось, що конкуренцію їй можуть скласти й інші суперниці, у 13 з яких особистий рекорд перевищував позначку 67 метрів.

## Результати

### Кваліфікація
Умовою проходження до фіналу було метання на 63,50 м або входження до 12 найкращих за результатом атлеток у обох групах кваліфікації. Список фіналісток очолила фаворитка змагань Люй Хуейхуей з результатом 67,27.

### Фінал
В фіналі у фаворитки змагань кидки були на надто вдалими — на фініші вона була лише третьою, пропустивши вперед австралійку Келсі-Лі Барбер та співвітчизницю Лю Шиїн.
| Місце | Атлетка                  | #1    | #2    | #3    | #4    | #5    | #6    | Результат | Примітки |
| ----- | ------------------------ | ----- | ----- | ----- | ----- | ----- | ----- | --------- | -------- |
| 1     | Келсі-Лі Барбер (AUS)    | 62,95 | 61,40 | 58,34 | 60,90 | 63,65 | 66,56 | 66,56     |          |
| 2     | Лю Шиїн (CHN)            | 64,81 | 62,61 | 64,82 | 61,82 | 65,88 | 65,75 | 65,88     | SB       |
| 3     | Люй Хуейхуей (CHN)       | 64,93 | 65,06 | 65,00 | 62,31 | 65,49 | 62,61 | 65,49     |          |
| 4     | Крістін Гуссонг (GER)    | 60,58 | 65,05 | 60,26 | 60,84 | 62,25 | 65,21 | 65,21     |          |
| 5     | Кара Вінгер (USA)        | 57,96 | 61,77 | 62,88 | х     | 63,23 | 62,40 | 63,23     |          |
| 6     | Тетяна Холодович (BLR)   | х     | 60,84 | 62,54 | 62,23 | 60,51 | 61,98 | 62,54     |          |
| 7     | Сара Колак (CRO)         | 58,22 | 62,22 | 60,93 | 57,09 | 62,28 | 56,21 | 62,28     |          |
| 8     | Анну Рані (IND)          | 59,25 | 61,12 | 60,20 | 60,40 | 58,49 | 57,93 | 61,12     |          |
| 9     | Барбора Шпотакова (CZE)  | х     | 59,52 | 59,87 |       |       |       | 59,87     |          |
| 10    | Мартіна Ратей (SLO)      | 58,98 | 57,22 | 57,32 |       |       |       | 58,98     |          |
| 11    | Нікола Огроднікова (CZE) | х     | 56,01 | 57,24 |       |       |       | 57,24     |          |
| 12    | Ірена Шедіва (CZE)       | 55,73 | х     | 55,86 |       |       |       | 55,86     |          |